# Eleição municipal de Olinda em 2020
A eleição municipal de Olinda em 2020 ocorreu no dia 15 de novembro, com o objetivo de eleger um prefeito, um vice-prefeito e 17 vereadores, que serão responsáveis pela administração da cidade. O atual prefeito, Professor Lupércio (Solidariedade), encontrava-se apto a disputar a reeleição.
Originalmente, as eleições ocorreriam em 4 de outubro (primeiro turno) e 25 de outubro (segundo turno, caso necessário), porém, com o agravamento da pandemia de COVID-19 no Brasil, as datas foram modificadas. 10 candidaturas foram registradas, porém Marina Dias (PCO) teve sua candidatura indeferida. Lupércio foi reeleito ainda no primeiro turno, com 123.534 votos (63,62% dos votos válidos), contra 45.289 de João Paulo (PCdoB). Celso Muniz, do MDB, ficou em terceiro lugar com 11.694 votos. Os outros 7 candidatos (Jorge Federal, Guto Santa Cruz, Armando Sérgio, André Azevedo, Tota do V-8 e V-9, Marcos Freire Jr. e Marina Dias, esta última com votação sub-judice) receberam menos de 5% dos votos.

## Contexto político e pandemia
As eleições municipais de 2020 estão sendo marcadas, antes mesmo de iniciada a campanha oficial, pela pandemia do coronavírus SARS-CoV-2 (causador da COVID-19), o que está fazendo com que os partidos remodelem suas metodologias de pré-campanha. O Tribunal Superior Eleitoral (TSE) autorizou os partidos a realizarem as convenções para escolha de candidatos aos escrutínios por meio de plataformas digitais de transmissão, para evitar aglomerações que possam proliferar o vírus. Alguns partidos recorreram a mídias digitais para lançar suas pré-candidaturas. Além disso, a partir deste pleito, será colocada em prática a Emenda Constitucional 97/2017, que proíbe a celebração de coligações partidárias para as eleições legislativas, o que pode gerar um inchaço de candidatos ao legislativo. Conforme reportagem publicada pelo jornal Brasil de Fato em 11 de fevereiro de 2020, o país poderá ultrapassar a marca de 1 milhão de candidatos a prefeito, vice-prefeito e vereador neste escrutínio, o que não seria necessariamente bom, na opinião do professor Carlos Machado, da UnB (Universidade de Brasília): “Temos o hábito de criticar de forma intensa a coligação partidária, sem parar para refletir sobre os elementos positivos dela. O número de candidatos que um partido pode apresentar numa eleição, varia se ele estiver dentro de uma coligação, porque quando os partidos participam de uma coligação, eles são considerados como um único partido", afirmou Machado na reportagem.

## Candidaturas
| Nº | Candidato          | Partido       | Candidato a vice               | Cargos relevantes ou profissão | Coligação |
| -- | ------------------ | ------------- | ------------------------------ | --- | --- |
| 12 | Guto Santa Cruz    | PDT           | Samuel Herculano (PSOL)        | Advogado | "Uma Olinda Para a Gente Acreditar" (PDT e PSOL)                                                                               |
| 15 | Celso Muniz        | MDB           | Patrícia Henry (MDB)           | Empresário | "+ Olinda, Mudança e Desenvolvimento" (MDB e PTB)                                                                              |
| 17 | Jorge Federal      | PSL           | Dr. Gustavo Rosas (PROS)       | Vereador (2009–2020) | "+ Mudança de Verdade" (PSL, PTC e PROS)                                                                                       |
| 18 | Marcos Freire Jr.  | REDE          | Walter Ferreira (REDE)         | Médico | Partido não coligado |
| 27 | André Azevedo      | DC            | Professor Ênio Formigão (DC)   | Advogado | Partido não coligado |
| 33 | Tota do V-8 e V-9  | PMN           | Mecias Juvino (PMN)            | Cientista político | Partido não coligado |
| 65 | João Paulo         | PCdoB         | Vivian Farias (PT)             | Deputado estadual (1991–2000 e 2019–), Superintendente da SUDENE (2015–2016), Deputado federal (2011–2015), Secretário de Desenvolvimento e Articulação Regional de Pernambuco (2009–2010), Prefeito do Recife (2001–2009) | "Olinda das Pessoas" (PCdoB, PT, PSB, PP e PV)                                                                                 |
| 70 | Armando Sérgio     | Avante        | Beto Lopes (Avante)            | Empresário | Partido não coligado |
| 77 | Professor Lupércio | Solidariedade | Márcio Botelho (Solidariedade) | Prefeito (2017–), Deputado estadual (2015–2016), Vereador (2005–2009 e 2013–2015) | "Olinda Segue em Frente com o Povo" (Solidariedade, PODE, Cidadania, PSC, PMB, Patriota, PSD, DEM, PL, Republicanos e PSDB e ) |

### Candidatura indeferida
| Nº | Candidato   | Partido | Candidato a vice   | Cargos relevantes ou profissão |
| -- | ----------- | ------- | ------------------ | ------------------------------ |
| 29 | Marina Dias | PCO     | Gabriel Alex (PCO) | Advogada                       |

## Resultados

### Prefeito
| Candidato(a)           | Candidato(a)                       | Vice                           | 1º turno 15 de novembro de 2020 | 1º turno 15 de novembro de 2020 |
| Candidato(a)           | Candidato(a)                       | Vice                           | Total                           | Porcentagem                     |
| ---------------------- | ---------------------------------- | ------------------------------ | ------------------------------- | ------------------------------- |
|                        | Professor Lupércio (Solidariedade) | Márcio Botelho (Solidariedade) | 123.534                         | 63,62%                          |
|                        | João Paulo (PCdoB)                 | Vivian Farias (PT)             | 45.289                          | 23,32%                          |
|                        | Celso Muniz (MDB)                  | Patrícia Henry (MDB)           | 11.694                          | 6,02%                           |
|                        | Jorge Federal (PSL)                | Dr. Gustavo Rosas (PROS)       | 5.958                           | 3,07%                           |
|                        | Guto Santa Cruz (PDT)              | Samuel Herculano (PSOL)        | 2.721                           | 1,40%                           |
|                        | Armando Sérgio (Avante)            | Beto Lopes (Avante)            | 1.649                           | 0,85%                           |
|                        | André Azevedo (DC)                 | Professor Ênio Formigão (DC)   | 1.477                           | 0,77%                           |
|                        | Tota do V-8 e V-9 (PMN)            | Mecias Juvino (PMN)            | 1.318                           | 0,68%                           |
|                        | Marcos Freire Jr. (REDE)           | Walter Ferreira (REDE)         | 434                             | 0,22%                           |
|                        | Marina Dias (PCO)                  | Gabriel Alex (PCO)             | 112                             | 0,06%                           |
| Total de votos válidos | Total de votos válidos             | Total de votos válidos         | 194.074                         | 83,86%                          |
| → Votos em branco      | → Votos em branco                  | → Votos em branco              | 13.190                          | 5,70%                           |
| → Votos nulos          | → Votos nulos                      | → Votos nulos                  | 24.063                          | 10,40%                          |
| Total de votos         | Total de votos                     | Total de votos                 | 231.439                         | 100%                            |
| Abstenções             | Abstenções                         | Abstenções                     | 51.513                          | 18,21%                          |
| Total de inscritos     | Total de inscritos                 | Total de inscritos             |                                 | 100%                            |

## Vereadores eleitos
| Candidato eleito   | Partido       | Votação | Porcentagem | Cidade onde nasceu      | Unidade federativa |
| Saulo Holanda      | Solidariedade | 5.046   | 2,49%       | Recife                  | Pernambuco         |
| Mizael Prestanista | MDB           | 4.245   | 2,09%       | Olinda                  | Pernambuco         |
| Felipe Nascimento  | Solidariedade | 3.314   | 1,63%       | Recife                  | Pernambuco         |
| Labanca            | PSC           | 3.249   | 1,60%       | Olinda                  | Pernambuco         |
| Jesuíno Araújo     | Cidadania     | 3.175   | 1,57%       | Recife                  | Pernambuco         |
| Denise Almeida     | Republicanos  | 3.131   | 1,54%       | Camaragibe              | Pernambuco         |
| Bruno D' Melo      | Cidadania     | 3.030   | 1,49%       | Paulista                | Pernambuco         |
| Ricardo Sousa      | PSL           | 2.569   | 1,27%       | Recife                  | Pernambuco         |
| Biai               | Solidariedade | 2.535   | 1,25%       | Nazaré da Mata          | Pernambuco         |
| Everaldo Silva     | PDT           | 2.531   | 1,25%       | Recife                  | Pernambuco         |
| Tostão de Olinda   | PMB           | 2.305   | 1,14%       | Recife                  | Pernambuco         |
| Tonny Magalhães    | PSD           | 2.277   | 1,12%       | Jaboatão dos Guararapes | Pernambuco         |
| Flávio Nascimento  | PSD           | 2.170   | 1,07%       | Recife                  | Pernambuco         |
| Vinicius Castello  | PT            | 2.007   | 0,99%       | Paulista                | Pernambuco         |
| Jojó Guerra        | PL            | 1.887   | 0,93%       | Olinda                  | Pernambuco         |
| Dete Silva         | PCdoB         | 1.679   | 0,83%       | Recife                  | Pernambuco         |
| Irmão Biá          | PRTB          | 1.636   | 0,81%       | Igarassu                | Pernambuco         |